# Eric Paterson
Eric Evan Paterson (Edmonton, 11 settembre 1929 – Sherwood Park, 14 gennaio 2014) è stato un hockeista su ghiaccio canadese.
Ha vinto la medaglia d'oro olimpica nell'hockey su ghiaccio con la nazionale maschile canadese alle Olimpiadi invernali di Oslo 1952.